# Michał Jach
Michał Jach (Łomża, 23 de Setembro de 1951) é um político da Polónia. Ele foi eleito para a Sejm em 25 de Setembro de 2005 com 5724 votos em 41 no distrito de Szczecin, candidato pelas listas do partido Prawo i Sprawiedliwość.